# Башкиров, Владимир Леонидович
Влади́мир Леони́дович Башки́ров (28 января 1952, Королёв — 27 мая 1997, Лхоцзе, Гималаи) — советский, российский альпинист и кинооператор-высотник, совершивший более 50-ти сложнейших стенных восхождений высшей категории сложности, а также восемь восхождений на гималайские восьмитысячники (из них пять в течение одного календарного года, 1996—1997). Мастер спорта СССР, мастер спорта международного класса, обладатель титула «Снежный барс», кавалер ордена «Эдельвейс» первой степени.
Был ведущим специалистом РКК «Энергия».

## Биография
Владимир Башкиров родился в подмосковном Королёве (по данным А. Рождественского в спецпоселении под Карагандой). Его отец, Леонид Филиппович Башкиров (1929—1992), был младшим братом (на двадцать лет моложе) чувашского писателя Алексея Талвира (1909—1979); позднее работал директором чебоксарских заводов «Чувашкабель» и электроизмерительных приборов (с 1978 года — «Электроприбор»). В детстве Владимир Башкиров учился в Чебоксарах в школе № 10. В 1969 году поступил в Московский физико-технический институт, после окончания которого работал в московском научно-производственном объединении «Энергия» (ныне РКК «Энергия»). Во время обучения в институте вступил в альпинистскую секцию и с этим видом спорта связал всю свою оставшуюся жизнь. Своё первое восхождение совершил в 1970 году на Кавказе на несложную вершину Лядвал (по маршруту 2А).
Свой первый альпинистский разряд (3-й) получил в 1973 году, а уже в 1977-м — звание мастера спорта СССР. Пять раз становился чемпионом страны. В течение 1970-х — 1980-х годов им были пройдены многие сложнейшие стенные маршруты в горах бывшего СССР, а также все семитысячники. Особо выделяют восхождение Башкирова по Южной стене пика Коммунизма. По мнению альпиниста, участника первой советской экспедиции на Эверест Казбека Валиева маршрут Башкирова на пик Коммунизма был сложнее, чем советский на Эверест.
В начале 1990-х, с падением «железного занавеса», Башкиров переключился на восхождения в Гималаях. Первым восьмитысячником в его карьере стала в 1991 году Аннапурна (8091 м). Московская команда альпинистов попыталась проложить новый маршрут по центру южной стены, однако из-за травмы участника (камнепад) была вынуждена отступить с высоты 7850 метров. Башкиров, В. Обиход, Н. Петров и С. Исаев тем не менее поднялись на вершину по маршруту Бонингтона (по южной стене).
16 мая 1993 года Владимир Башкиров совершил восхождение на Эверест (без использования дополнительного кислорода). В 1994 году совершил первое восхождение по южной стене на Ама-Даблам (вместе с Сергеем Богомоловым, Дмитрием Ботовым и Сергеем Голубцовым), а 14 мая следующего года покорил Дхаулагири (8167 м).
В период с мая 1996 года по май 1997-го Башкиров, по мнению тренера Владимира Кавуненко, совершил беспрецедентный в истории подвиг высотных восхождений. 23 мая 1996 года он поднялся на Макалу (8463 м, по северо-западному гребню), 23 сентября на Чо-Ойю (8201 м) по северо-западному склону, 10 октября на Шиша-Пангму (8013 м). 26 апреля 1997 года в качестве гида индонезийской гималайской экспедиции, Башкиров совершил своё второе восхождение на Эверест, а 26 мая поднялся на вершину Лхоцзе.
Владимир Башкиров умер во время спуска с этой горы от остановки сердца 27 мая 1997 года. 

## Эверест (апрель 1997)
В первую индонезийскую экспедицию на Эверест Владимира Башкирова и Евгения Виноградского в качестве тренеров и гидов пригласил Анатолий Букреев. Вместе  они отобрали 34 индонезийцев, которых 15 декабря Башкиров и Виноградский встретили в Катманду, после чего приступили к программе подготовки. После акклиматизации 17 индонезийцев, никогда не видевших снега, смогли подняться на Палдор (Ганеш-Гимал, 5903), затем 16 — на Айленд-Пик (Кхумбу-Гимал, 6189); по результатам 10 января русские альпинисты сформировали группу из 16 человек для восхождения на Эверест. Ради увеличения шансов на успех официальные лица в Джакарте решили разделить команду: 10 человек под руководством Букреева поднимались со стороны Непала, ещё шесть под руководством поляка Рышарда Павловского — со стороны Тибета (эта попытка восхождения не состоялась). В начале апреля команда Букреева провела целый ряд акклиматизационных выходов на склоны Эвереста, подняв 8 апреля восемь индонезийцев на высоту 7500 м, после чего все спустились на отдых в Дингбоче. 
Так как команда шла на Эверест первая в этом сезоне (в базовом лагере находилось 17 экспедиций и Букреев хотел избежать заторов на маршруте), как на гидах, так и на шерпах лежал большой объём работы — провешивание перил, установка высотных лагерей, протаптывание троп в снегу, и сбоев в расписании избежать не удалось. Выйдя из базового лагеря в полночь 22 апреля с шестью индонезийцами и переночевав в лагере II, Букреев, Башкиров и Виноградский повели к лагерю III лишь троих наиболее сильных (военные Асмуджионо Праджурит, Мисирин Серсан и Иван Лентнан). К 25 апреля поднялись к лагерю IV на Южном седле, установленному на такой высоте с учётом слабой подготовки индонезийцев, и в полночь 26 апреля пошли выше. Достигнув к 9 часам утра в медленном темпе Южной вершины, с учётом того, что шерпы к этому моменту подняли наверх запас кислорода и начали устанавливать между Южным седлом и Южной вершиной лагерь V, Букреев, несмотря на нехватку времени, решился на штурм вершины. Двойка Башкиров — Мисирин шла первой. Асмуджионо, чьё состояние внушало опасение, шёл последним под присмотром Виноградского, опытного врача. После ступени Хиллари Букреев, уверенный лишь в Мисирине, дважды хотел развернуть Ивана и Асмуджионо, но те продолжали идти. В итоге Ивана оставили ждать примерно в 80 метрах, Мисирин не смог дойти до вершины примерно 20 метров. На вершину около 15:00 поднялись сначала шерпы Апа Тенцинг и Дава, затем Букреев, оставивший на вершине американский флаг, переданный ему вдовой Скотта Фишера. Асмуджионо Праджурит, первый индонезиец на Эвересте, развернул флаг своей страны, после чего к ним присоединился Башкиров. Виноградский, шедший замыкающим, не успел дойти до вершины всего несколько метров и повернул назад, когда увидел, что вся группа уже начала спускаться. Он шёл без кислорода, так как подключил к своему баллону с трудом передвигавшегося Ивана (и сумел спасти его, когда тот, перестёгивая перила, сорвался). К Южной вершине они вернулись около 5 вечера, а к V лагерю дошли уже в сумерках. Вместо ночёвки провели там в палатке то, что Башкиров назвал «драматические события этой ночи» — до самого рассвета они с Букреевым давали индонезийцам поочерёдно дышать кислородом, тогда как Виноградский топил снег и кипятил на всех воду. 
Утром индонезийцы спустились до лагеря IV самостоятельно, под присмотром Башкирова — Букреев и Виноградский, дойдя до высоты 8400, стали искать здесь тело Скотта Фишера, чтобы должным образом его похоронить, и спустились к Южному седлу, лишь в полдень. После ночёвки в IV лагере группа пошла вниз лишь 28 апреля, таким образом, проведя на экстремальной высоте почти трое суток.

## Лхоцзе (май 1997)
Проведя 2,5 недели в Катманду, где отдыхали, ожидая прибытия индонезийских официальных лиц и получение гонорара за работу, 15 мая Башкиров и Букреев вновь вылетели в Луклу — у обоих были пермиты (оплаченные разрешения) на Лхоцзе: Башкиров возглавлял команду российских альпинистов, а Букреев планировал траверс в паре с итальянцем Симоне Моро. Башкиров сразу отправился в базовый лагерь Эвереста, тогда как Букреев по состоянию здоровья и глядя на погоду, задержался на несколько дней внизу, в Намче-Базаре.
Выйдя на штурм вершины в полночь из II лагеря, и дойдя до русского штурмового лагеря к 5 утра, Букреев уже не застал там Башкирова. Нагнав его позднее, он разговаривал с Башкировым дважды: на подходе к вершине, а затем на спуске — оба жаловались друг другу на усталость. Владимир в ночь перед штурмом плохо спал, у него была небольшая температура. Тем не менее, он вышел к вершине вскоре после Моро и отставшего от него Букреева (от траверса Лхоцзе они отказались). Вместо того, чтобы идти вниз, Башкиров, укрывшись от ветра в кулуаре, сообщил Букрееву, что решил дождаться здесь сильно отставших членов своей команды. По мнению Букреева, именно эти два—три, а может и более, часа ожидания подточили его силы и стали причиной гибели на спуске. Кроме того, они оба были вымотаны индонезийской экспедицией и не смогли должным образом восстановиться в Катманду с его пыльным воздухом. В результате Владимир на спуске потерял сознание и, несмотря на то, что члены его команды давали ему кислород, скончался на горе.

## Память
Башкиров был идеологом восхождения российской команды на вершину Лхоцзе Средняя, которое было осуществлено в мае 2001 года. 
Именем Башкирова назван студенческий спортивно-туристский клуб в городе Чебоксары. 
Памяти альпиниста посвящён документальный фильм «Владимир Башкиров. Любовь растворённая в воздухе» (2017).